# 1944 na rádio

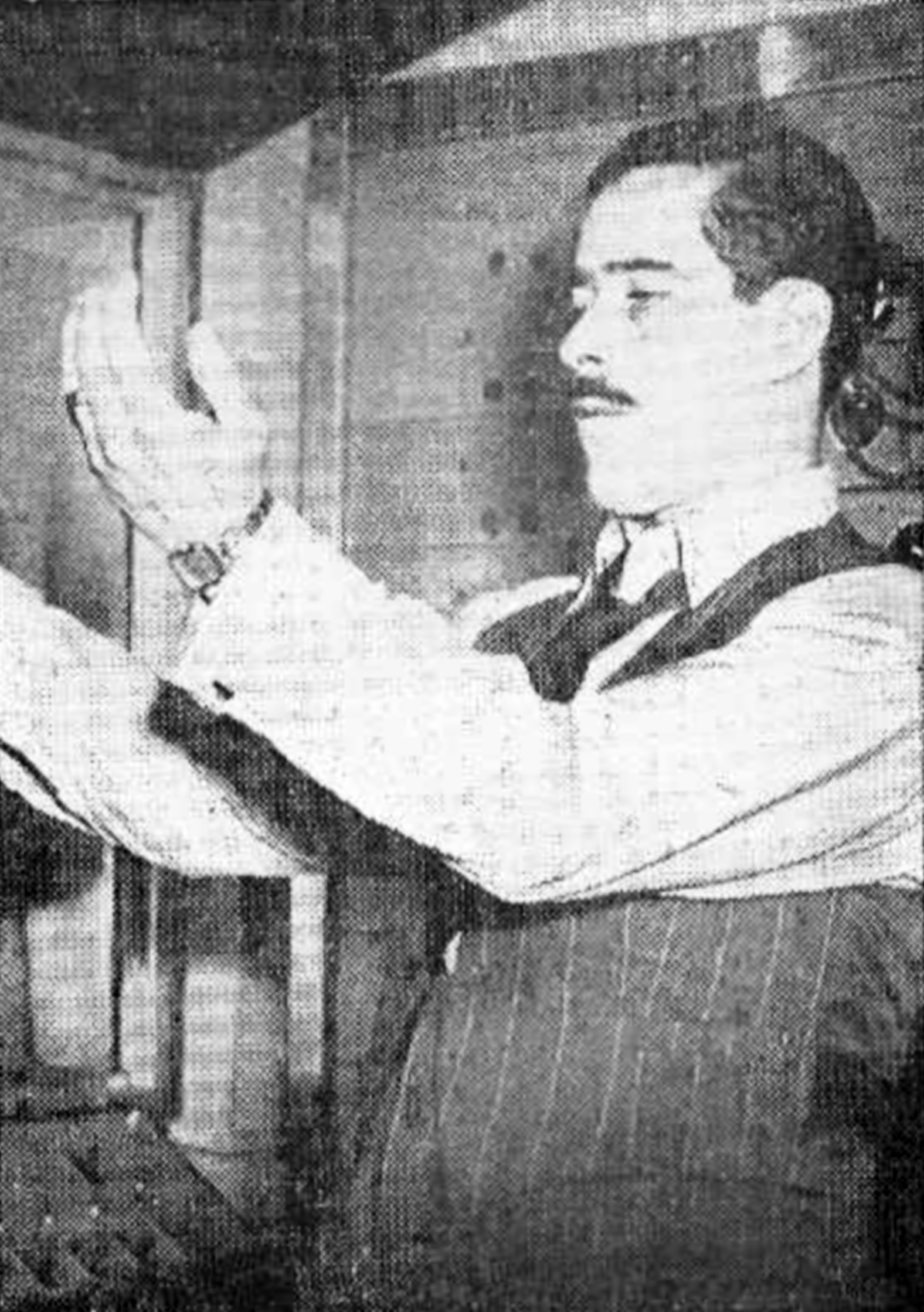
William N. Robson, produtor de "An Open Letter to the American People" na CBS Radio (24 de julho de 1943), premiado com o Prêmio Peabody por Excelência em Entretenimento em Drama

Nesta página encontrará referências aos acontecimentos directamente relacionados com a rádio ocorridos durante o ano de 1944.

## Eventos
- 2 de dezembro - Foi para o ar a primeira da Rádio Globo do Rio de Janeiro Brasil.[1]

## Nascimentos
| Data         | Nome                       | Profissão                | Nacionalidade | Observações | Ref |
| ------------ | -------------------------- | ------------------------ | ------------- | ----------- | --- |
| 22 de março  | Armando dos Santos Martins | jornalista e historiador | Portugal      |             |     |
| 10 de agosto | Adelino Gomes              | jornalista               | Portugal      |             |     |

## Mortes
| Data | Nome | Profissão | Nacionalidade | Observações | Ref |
| ---- | ---- | --------- | ------------- | ----------- | --- |